# Jacinto Félix Domenech
Jacinto Félix Domenech (Barcelona, 23 de noviembre de 1802 - 1863). fue un político, financiero y abogado español. Militó en el partido Progresista. Fue alcalde de Barcelona entre agosto de 1839 y junio de 1840, de Madrid en 1843, diputado, senador y tres veces ministro de Isabel II: de Gobernación: del 24 de noviembre de 1843 al 1 de diciembre de 1843; de Hacienda: del 19 de septiembre de 1853 al 17 de julio de 1854; e interino de Gracia y Justicia del 16 de enero de 1854 al 17 de julio de 1854.

## Biografía
Diputado en las cortes por Barcelona durante 1836, 1850, 1851 y 1853; por Tarragona en el 1839 y 1841 y por Canarias en 1846.
En 1843 fue alcalde de Madrid, hasta que entró a formar parte del gobierno progresista que formó Salustiano Olózaga (1805-1873) en noviembre de 1843, ocupó el cargó de ministro de gobernación, un gobierno que tardó poco en ser exsornado a principios del diciembre siguiente. Dentro de sus actividades en las cortes, intervino en la legislatura de 1848-49 a propósito de la reorganización del Banco Español de San Fernando. En 1853 fue senador vitalicio, y en el gobierno de Luis José Sartorius, fue designado para ocupar la cartera de hacienda, cargo que realizó desde el 19 de septiembre de 1853 hasta el 17 de julio del siguiente año.) La ruina del erario público impulsó a decretar el cobro anticipado de un semestre de contribución, hecho que provocó un gran descontento y contribuyó al alzamiento popular de 1854, durante el cual el gobierno tuvo que dimitir. Su casa fue saqueada por el pueblo madrileño y él tuvo que huir. Consta en el diario de sesiones de las cortes de 1854 (págs.90-91) que presentó al Congreso la liquidación de las cuentas de 1851-52.